# Karl Friedrich Röhr
Karl Friedrich Röhr (1807–1892) war ein deutscher Maurermeister und Bauunternehmer in Weimar.

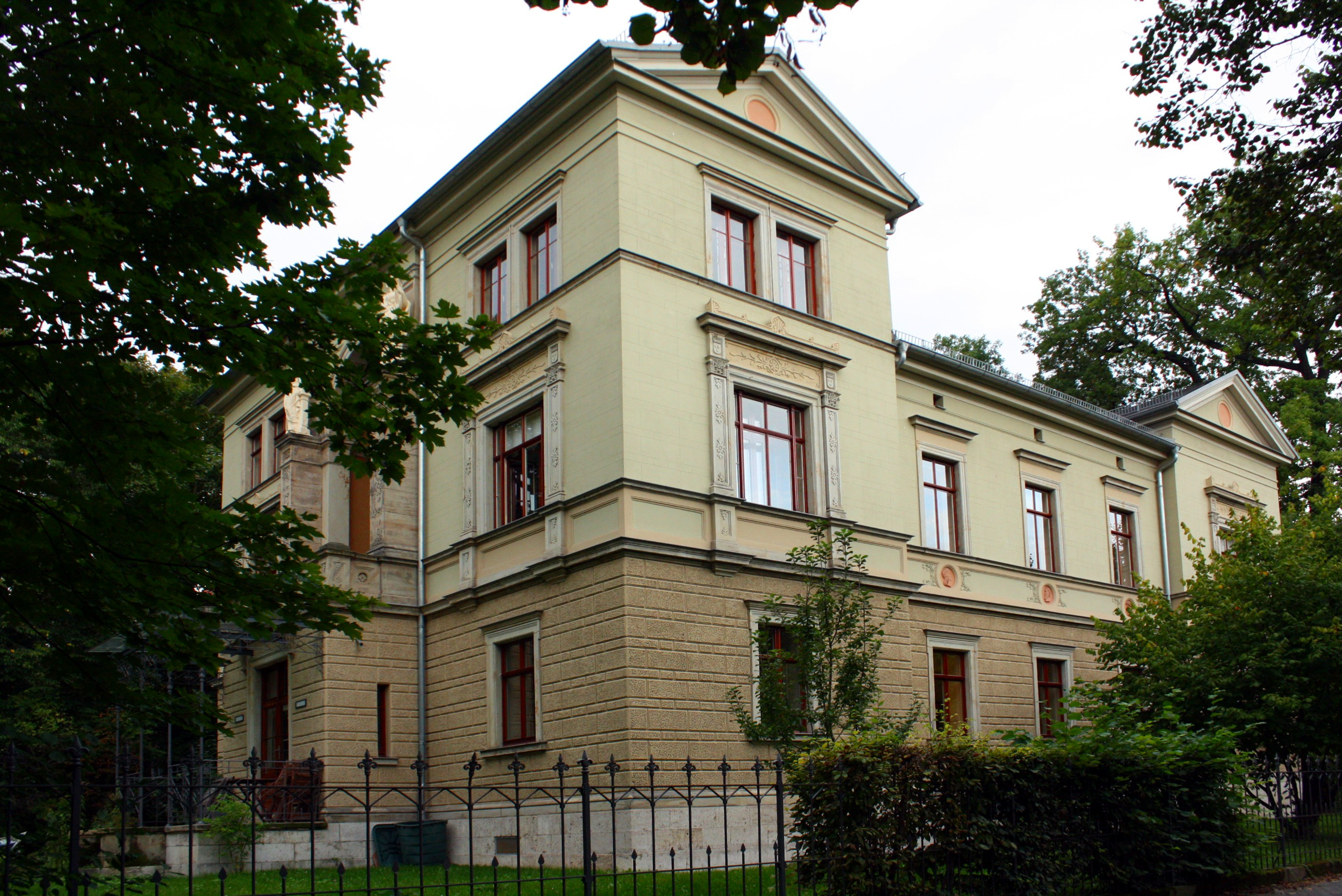
Prellerhaus, Belvederer Allee 8

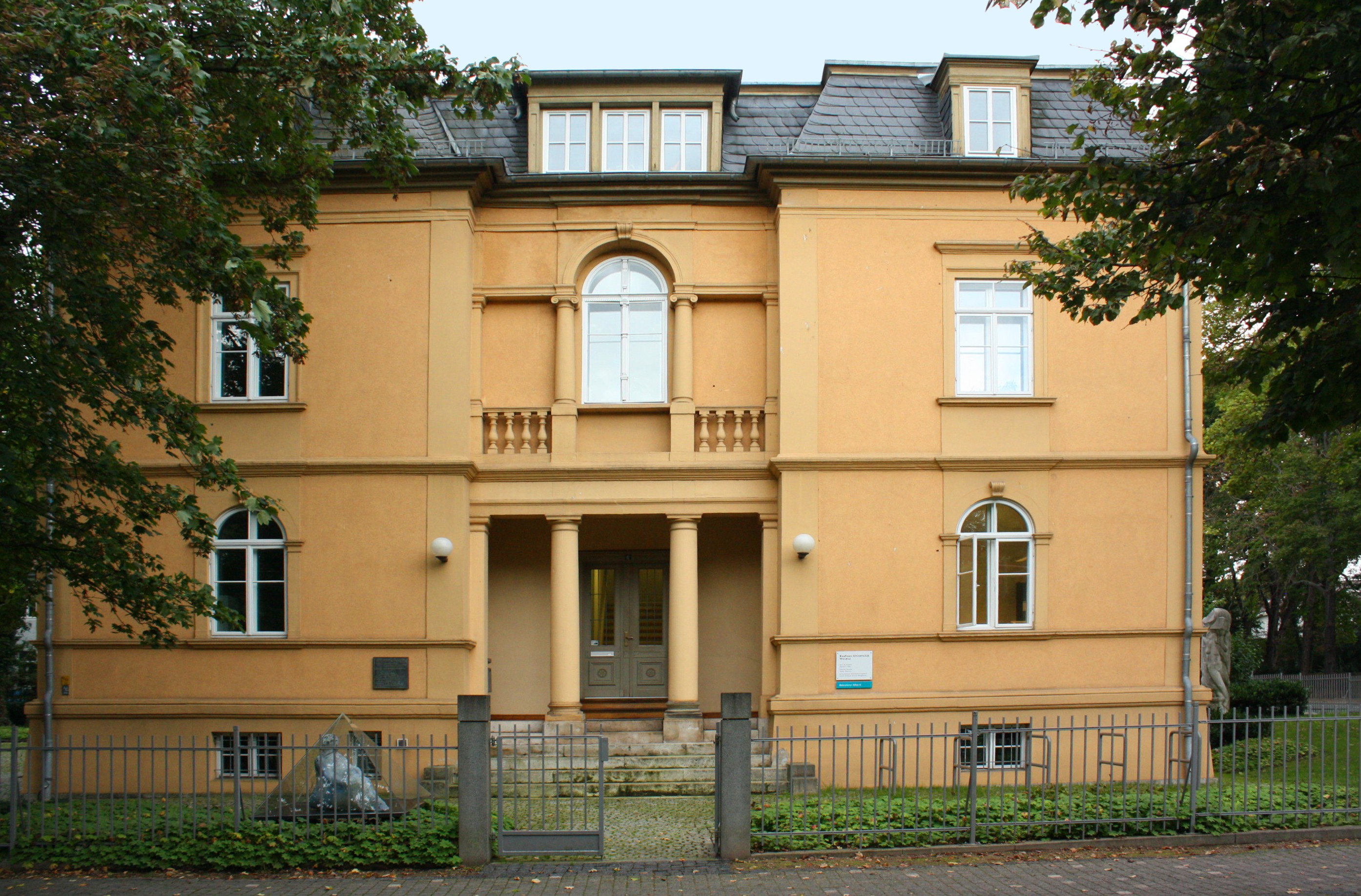
Belvederer Allee 6

## Leben
Röhr führte erfolgreiche Grundstücks- und Immobilienspekulationen durch – zusammen mit Karl Eduard Kurth (* 6. Mai 1822 in Weimar; † 31. März 1906 ebenda), nach dem von 1874 bis 1954 die heutige Bauhausstraße benannt war. Beide errichteten an der Belvederer Allee zwischen 1861 und 1869 mehrere Villen, die noch heute existieren und als Einzeldenkmale unter Denkmalschutz stehen. An den Häusern sind Gedenktafeln für wohlhabende oder bekannte Persönlichkeiten angebracht, dazu zählen u. a. Ferdinand Streichhan (allerdings ohne Gedenktafel) und Friedrich Preller der Ältere. Neben dem benachbarten Park an der Ilm sind es insbesondere die von Röhr und Kurth errichteten Villen, die der Belvederer Allee ihr Gepräge geben. Diese Bauten sind der damaligen Mode entsprechend im Stil der Neorenaissance gehalten, meist nach Vorbildern aus der italienischen Renaissance. Röhr wiederum war an der Ausführung der Umbauten an der Herzogin-Anna-Amalia-Bibliothek nach Entwurf von Clemens Wenzeslaus Coudray beteiligt, zusammen mit dem Maurermeister Franke und beauftragt von Großherzog Karl Alexander. Am Haus Belvederer Allee 6, das als Ghettohaus genutzt wurde, ist eine Gedenktafel für die zumeist zwangsweisen Bewohner angebracht. Heute wird es als Verwaltungsgebäude der Bauhaus-Universität Weimar genutzt. Ein weiteres Ghettohaus (Brühl 6) ist ebenfalls erhalten und mit einer Gedenktafel versehen. Es stammt jedoch nicht von Röhr.